# Галстян, Арсен
Арсен Галстян (арм. Արսեն Գալստյան; 1 мая 2002 года, Горис, Армения) — армянский футболист, правый защитник клуба «Ван» из Чаренцавана.

## Клубная карьера
Воспитанник Академии Аван, летом 2019 года присоединился ко второй команде «Арарат-Армении». В Первой лиге дебютировал 8 августа в домашнем матче против чаренцаванского «Вана», выйдя в стартовом составе. 12 августа в игре с ереванским «Торпедо» на 76-й минуте заменил Нарека Алавердяна, а на 86-й забил свой первый гол в карьере. Летом 2020 года перешёл в столичный ЦСКА. Дебютировал 12 сентября в домашнем матче против «Вест Армении», заменив на 93-й добавленной минуте Радика Саргсяна. Первый гол забил 14 мая 2021 года в ворота «Лернаин Арцах». Сезон клуб закончил на втором месте, что позволило получить повышение в Премьер-лигу. В высшем армянском дивизионе дебютировал 30 июля в игре с «Пюником», выйдя в стартовом составе. Единственный гол в Премьер-лиге забил 6 марта 2022 года во встрече с «Ноа». В феврале 2023 года перешёл в этот столичный клуб. Дебютировал 27 февраля в игре со своей прошлой командой, заменив на 94-й добавленной минуте Адамса Фрайдея. Летом 2023 года присоединился к ереванскому «Арарату». Единственный матч сыграл 19 августа против «Вана», заменив на 88-й минуте Размика Хакобяна. В феврале 2024 года вернулся в Первую лигу, подписав контракт с капанским «Гандзасаром». Первую игру провёл 5 марта против «Мики», выйдя на замену Алену Татинцяну на 71-й минуте. Осенью 2024 года вернулся в высший дивизион, присоединившись к «Алашкерту». Дебютировал 10 ноября в игре с «Ноа», выйдя в стартовом составе. Летом 2025 года вновь сменил команду, подписав контракт с «Ваном».

## Карьера в сборной
Выступал за молодёжные сборные Армении разных возрастов. В составе сборной до 17 лет принимал участие в отборе к Евро 2019, в составе сборной до 19 лет — в отборе к Евро 2020, а в составе сборной до 21 года — в отборе к Евро 2023. В рамках последнего 7 сентября 2021 года в гостевом матче против сборной Украины забил единственный гол в своей международной карьере.